# Peter, Paul and Mary

Peter, Paul and Mary 1963

Peter, Paul and Mary là ban nhạc folk của Mỹ hoạt động trong suốt 50 năm kể từ làn sóng folk của thập niên 1960. Bộ 3 bao gồm những ca sĩ - nhạc sĩ sáng tác là Peter Yarrow, "Noel" Paul Stookey và Mary Travers. Sau khi Mary Travers qua đời vào năm 2009, bộ đôi Yarrow và Stookey vẫn tiếp tục đi lưu diễn song dưới nghệ danh Peter & Noel Paul.

## Danh sách đĩa nhạc

### Đĩa đơn
| 1962                                                                             | "Lemon Tree" B-side: "Early in the Morning"                                             | 35  | 12 | -  | -  | -     | Peter, Paul and Mary           |
| 1962                                                                             | "If I Had a Hammer (The Hammer Song)" B-side: "Gone the Rainbow" (from Moving)          | 10  | -  | -  | -  | 26    | Peter, Paul and Mary           |
| 1963                                                                             | "Puff (The Magic Dragon)" B-side: "Pretty Mary"                                         | 2   | 1  | 10 | -  | 6     | Moving                         |
| 1963                                                                             | "Big Boat" B-side: "Tiny Sparrow"                                                       | 93  | -  | -  | -  | -     | Moving                         |
| 1963                                                                             | "Settle Down (Goin' Down That Highway)" B-side: "500 Miles" (from Peter, Paul and Mary) | 56  | 14 | -  | -  | -     | Moving                         |
| 1963                                                                             | "Blowin' in the Wind" B-side: "Flora" (from Moving)                                     | 2   | 1  | -  | 13 | 11    | In the Wind                    |
| 1963                                                                             | "Don't Think Twice, It's All Right" B-side: "Autumn to May" (from Peter, Paul and Mary) | 9   | 2  | -  | -  | 56    | In the Wind                    |
| 1963                                                                             | "Stewball" B-side: "Cruel War" (from Peter, Paul and Mary)                              | 35  | 17 | -  | -  | 89    | In the Wind                    |
| 1963                                                                             | "A Soalin'" B-side: "Hush-A-Bye" (from In The Wind)                                     | -   | -  | -  | -  | 61    | Moving                         |
| 1964                                                                             | "Tell it on the Mountain" B-side: "Old Coat" (from Moving)                              | 33  | 7  | -  | 33 | 8     | In the Wind                    |
| 1964                                                                             | "Oh Rock My Soul (Part 1)" B-side: "Oh Rock My Soul (Part 2)"                           | 93  | -  | -  | -  | 16    | Non-album single               |
| 1964                                                                             | "The Times They Are A-Changin'" B-side: "Blue"                                          | -   | -  | -  | 44 | -     | UK single                      |
| 1965                                                                             | "For Lovin' Me" B-side: "Monday Morning"                                                | 30  | 5  | -  | -  | 36    | A Song Will Rise               |
| 1965                                                                             | "When the Ship Comes In" B-side: "The Times They Are A-Changin'" (non-album track)      | 91  | 23 | -  | -  | 17[A] | A Song Will Rise               |
| 1965                                                                             | "San Francisco Bay Blues" B-side: "Come and Go With Me"                                 | -   | -  | -  | -  | 43[A] | A Song Will Rise               |
| 1965                                                                             | "Early Mornin' Rain" B-side: "The Rising of the Moon"                                   | 91  | 13 | -  | -  | 34    | See What Tomorrow Brings       |
| 1966                                                                             | "Cruel War" (from Peter, Paul and Mary) B-side: "Mon Vrai Destin"                       | 52  | 4  | -  | -  | -     | The Peter, Paul and Mary Album |
| 1966                                                                             | "Hurry Sundown" B-side: "Sometime Lovin'"                                               | 123 | 37 | -  | -  | -     | The Peter, Paul and Mary Album |
| 1966                                                                             | "The Other Side of This Life" B-side: "Sometime Lovin'"                                 | 100 | 33 | -  | -  | -     | The Peter, Paul and Mary Album |
| 1966                                                                             | "For Baby (For Bobbie)" B-side: "Hurry Sundown"                                         | -   | -  | -  | -  | -     | The Peter, Paul and Mary Album |
| 1967                                                                             | "I Dig Rock and Roll Music" B-side: "The Great Mandala (The Wheel of Life)"             | 9   | -  | -  | -  | 4     | Album 1700                     |
| 1967                                                                             | "Too Much of Nothing" B-side: "The House Song" (from Album 1700)                        | 35  | -  | -  | -  | 81    | Late Again                     |
| 1968                                                                             | "Love City (Postcard from Duluth)" B-side: "Yesterday's Tomorrow"                       | 113 | -  | -  | -  | -     | Late Again                     |
| 1969                                                                             | "Day is Done" B-side: "Make Believe Town"                                               | 21  | 7  | -  | -  | -     | Peter, Paul and Mommy          |
| 1969                                                                             | "Leaving on a Jet Plane" B-side: "The House Song"                                       | 1   | 1  | -  | 2  | 30    | Album 1700                     |
| 1969                                                                             | "The Marvelous Toy" B-side: "Christmas Dinner"                                          | -   | -  | -  | -  | -     | Peter, Paul and Mommy          |
| "—" denotes a recording that did not chart or was not released in that territory |                                                                                         |     |    |    |    |       |                                |

- A ^ Charted as a double A-side in Australia

### Album phòng thu
- 1962: Peter, Paul and Mary
- 1963: Moving
- 1963: In the Wind
- 1964: In Concert
- 1965: A Song Will Rise
- 1965: See What Tomorrow Brings
- 1966: The Peter, Paul and Mary Album
- 1967: Album 1700
- 1968: Late Again
- 1969: Peter, Paul and Mommy
- 1978: Reunion
- 1983: Such Is Love
- 1986: No Easy Walk To Freedom
- 1990: Flowers & Stones
- 1995: Once Upon The Time
- 1995: LifeLines
- 2000: Don't Laugh at Me
- 2004: In These Times
- 2008: The Solo Recordings (1971–1972)
- 2010: The Prague Sessions

### Album tuyển tập
- 1970: The Best of Peter, Paul and Mary: Ten Years Together
- 1998: Around the Campfire
- 1998: The Collection
- 1999: Songs of Conscience and Concern
- 2004: Carry It On [4 CD, 1 DVD box set]
- 2005: The Very Best of Peter, Paul & Mary
- 2005: Platinum Collection
- 2006: Weave Me the Sunshine

### Album trực tiếp
- 1964: In Concert
- 1983: Such Is Love
- 1988: A Holiday Celebration
- 1993: Peter, Paul & Mommy, Too
- 1996: LifeLines Live
- 2012: Peter Paul and Mary Live in Japan, 1967

## Video
- 1986: Peter, Paul & Mary 25th Anniversary Concert
- 1988: Peter, Paul & Mary Holiday Concert
- 1993: Peter, Paul & Mommy, Too
- 1996: Peter, Paul & Mary: Lifelines Live
- 2004: Peter, Paul & Mary: Carry It On — A Musical Legacy